# Villers-Saint-Martin
Villers-Saint-Martin is een gemeente in het Franse departement Doubs (regio Bourgogne-Franche-Comté) en telt 190 inwoners (1999). De oppervlakte bedraagt 8,9 km², de bevolkingsdichtheid is 21 inwoners per km².
Het gelijknamige plaatsje ligt ongeveer 3,5 kilometer ten oosten van Baume-les-Dames.

## Demografie
Onderstaande figuur toont het verloop van het inwonertal (bron: INSEE-tellingen).

1. ↑  Populations de référence 2022.